# Lola THL1
Der Lola THL1 ist ein Formel-1-Auto, den der in Großbritannien ansässige Rennstall Team Haas (USA) in den Weltmeisterschaften 1985 und 1986 einsetzte. Ungeachtet seines Namens wurde der THL1 nicht von Lola Cars konstruiert, sondern von FORCE. Der THL1 war das letzte Auto, das mit Turbomotoren von Hart Racing Engines an den Start ging. Er hatte die Funktion eines Übergangsmodells, das die Zeit bis zum Erscheinen des Nachfolgers THL2 überbrücken sollte, der mit einem neu konstruierten Turbomotor von Cosworth ausgestattet war. Der THL1 kam bei acht Starts nur einmal ins Ziel und erzielte keine Weltmeisterschaftspunkte.

## Entstehungsgeschichte
Das Team Haas (USA) ging auf Carl Haas und Teddy Mayer zurück. Haas war nordamerikanischer Alleinimporteur für Rennwagen des britischen Konstrukteurs Lola und führte ab 1983 unter der Bezeichnung Newman/Haas Racing einen Rennstall in der Champ-Car-Serie. Für die Champ-Car-Saison 1985 gewann Haas den amerikanischen Lebensmittelkonzern Beatrice Foods als Sponsor seines Teams. Zugleich wurde vereinbart, dass Beatrice die Expansion des Rennstalls in die Formel 1 finanziell unterstützen sollte. Der Formel-1-Zweig etablierte sich im Frühjahr 1985 in Colnbrook, einer Ortschaft südlich von London, und gründete zudem in Heathrow das Konstruktionsbüro Formula One Race Car Engineering (Akronym: FORCE).
Haas’ Sponsor Beatrice, zu dem in den 1980er-Jahren der Autovermieter Avis gehörte, vermittelte einen Kontakt zwischen Haas und dem Automobilhersteller Ford, einem Hauptlieferanten von Avis. Ford ließ seit 1983 beim britischen Motorenproduzenten Cosworth einen Sechszylinder-Turbomotor entwickeln, der ab 1985 in der Formel 1 eingesetzt werden sollte (Cosworth GBA). Im Mai 1985 vereinbarten Haas und Ford, dass das Haas-Team das Cosworth-Triebwerk drei Jahre lang exklusiv erhalten sollte. Die Fertigstellung des Motors war für den Spätherbst 1985 vorgesehen. Dieser Zeitplan ließ sich letztlich nicht einhalten. Die Fertigstellung des Motors verzögerte sich bis in die ersten Monate des Jahres 1986, sodass das Haas-Team für seine ersten Formel-1-Rennen eine Übergangslösung brauchte.
Der THL1, das erste Auto des Teams, erhielt daraufhin einen Turbomotor von Hart. Es blieb bis zum Frühjahr 1986 im Programm; dann war der THL2 mit dem neuen Cosworth-Motor einsatzbereit.

## Konstrukteur
Carl Haas war bemüht, den THL1 mit dem britischen Rennwagenhersteller Lola Cars in Verbindung zu bringen. Das spiegelt sich bereits in der Modellbezeichnung THL wider, die sich als Akronym für Team Haas Lola lesen ließ. Die Meldungen des Autos erfolgten offiziell als Lola THL1; eine formale Zuordnung der Autos zu FORCE unterblieb dagegen.
Ungeachtet dessen besteht in der Motorsportliteratur Einigkeit darüber, dass der THL1 (ebenso wie sein Nachfolger) im Grunde von FORCE konstruiert wurde. Lola war an der Entwicklung des THL1 je nach Quelle entweder gar nicht oder nur in wenigen Details beteiligt. Eine Lola-Monografie beschreibt den Lola-Gründer Eric Broadley als technischen Berater dieses Projekts; für seine organisatorische Einbindung in FORCE gibt es keine Hinweise.
Die Brücke zu Lola hatte vor allem Marketinggründe: Carl Haas versuchte auf diese Weise, die Seriosität seines Projektes deutlich zu machen, denn er versprach sich von dem etablierten Namen Lola eine größere Wirkung als von dem neu gegründeten FORCE-Studio. In der Literatur werden die THL-Modelle daher auch als Lola-badged Cars (dt. etwa: „Autos mit Lola-Aufkleber“) bezeichnet.

## Modellbezeichnung
Abweichend von dem Meldenamen Lola THL1 wurden und werden in den Medien und in der Literatur einige andere Bezeichnungen verwendet, die verschiedene Elemente aus der Teamgeschichte miteinander kombinieren. Dazu gehören Lola Beatrice THL oder Lola-Haas THL; vereinzelt findet sich auch die Bezeichnung Lola FORCE, die werksseitig ebenfalls nie verwendet wurde.

## Modellbeschreibung

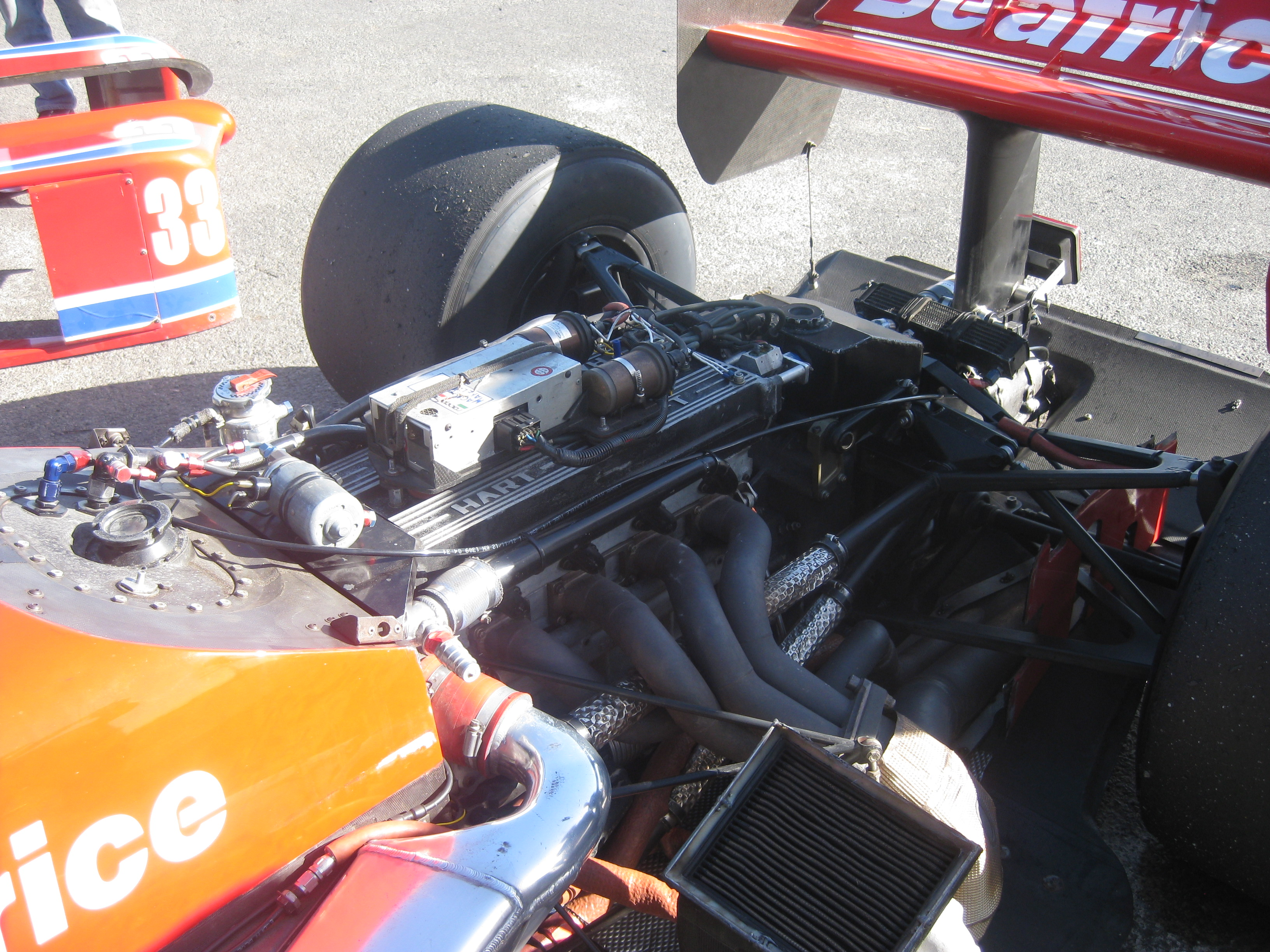
Hart 415T in einem Lola THL1

Der THL1 wird in der Motorsportliteratur als „gänzlich konventionelles Fahrzeug“ beschrieben.
Das Auto hat ein Monocoque aus kohlenstofffaserverstärktem Kunststoff. Vorn und hinten sind Doppelquerlenkerachsen, Schubstreben und Stoßdämpfer von Koni eingebaut.
Der THL1 wird von einem Hart 415T-Motor angetrieben. Hart Racing Engines hatte den Vierzylinder-Turbomotor Ende 1980 aus einem 2,0 Liter großen Saugmotor entwickelt, der auf eine Cosworth-Konstruktion aus den 1960er-Jahren zurückging. Die Entwicklung des Motors war weitgehend vom Toleman-Team finanziert worden, das bis 1983 exklusiven Zugriff auf den Vierzylinder hatte. Ab 1984 belieferte Hart auch andere Teams wie RAM und Spirit; 1985 kam Haas hinzu.
Hart verwendete in diesem Jahr einzelnen Turbolader von Holset; eine Biturbo-Version mit zwei kleinen Ladern war für die Saison 1986 vorgesehen. Der inzwischen sechs Jahre alte Hart 415T kam 1985 im Qualifikationstrimm auf etwa 800 PS, war aber sehr störungsanfällig. Das Umfeld des THL1-Chassis war nicht auf den Hart-Motor zugeschnitten. Der Motor erhielt nicht genug Kühlluft, und die Wasserpumpe war nicht stark genug dimensioniert.
Für die Saison 1986 konstruierte Hart einen neuen Zylinderblock, wozu auch geänderte Abmessungen der Zylinder gehörten. Vorgesehen war der Einsatz von zwei Turboladern. Nachdem RAM und Spirit den Betrieb eingestellt hatten und Toleman von Benetton aufgekauft worden war, verblieb Haas als einziger Hart-Kunde. Harts Hoffnung, weitere Kunden zu gewinnen, erfüllte sich nicht, und auch Haas gab den Hart-Motor nach drei Saisonrennen auf.

## Lackierung und Sponsoren
Der THL1 ist rot lackiert und hat weiße und blaue Teilflächen und Akzentstreifen. Größter Sponsor war Beatrice, dessen Namenszug in weißer Schrift auf den Seitenkästen, der Motorabdeckung und dem Heckflügel zu sehen ist. Weitere Sponsoraufkleber kamen von technischen Ausrüstern wie Goodyear und Shell (1985) bzw. BP (1986).

## Renneinsätze

### 1985

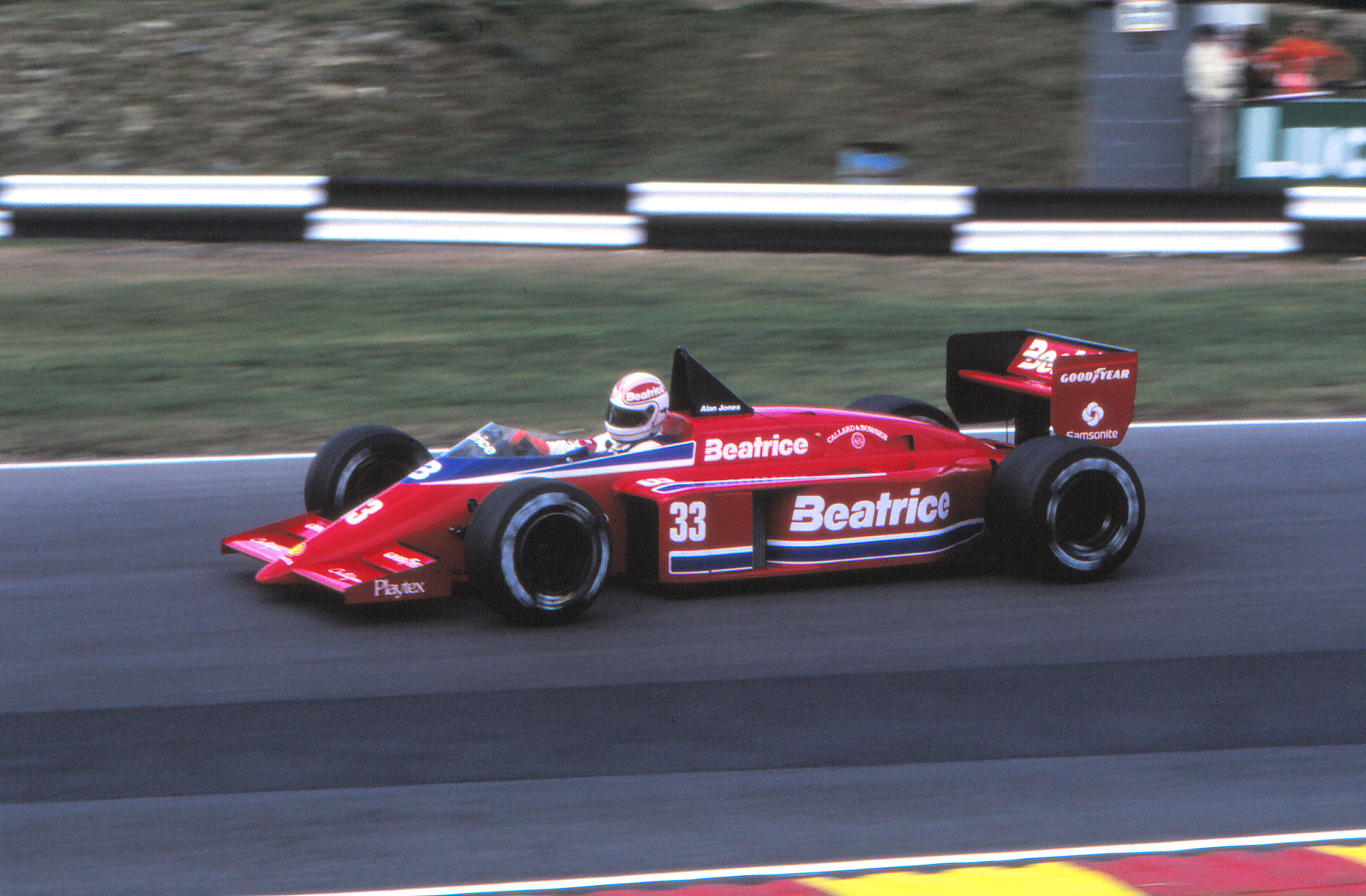
Alan Jones beim Großen Preis von Europa 1985 in Brands Hatch

Das Team Haas (USA) debütierte mit dem THL1 Anfang September 1985 beim Großen Preis von Italien. 1985 war das Team nur mit einem Auto am Start, das von Alan Jones gefahren wurde, dem Weltmeister der Saison 1980.
Bei seinem ersten Auftritt in Monza litt der THL1 unter thermischen Problemen: Der Motor überhitzte sowohl im Training als auch im Rennen, sodass Jones, der aus der letzten Reihe gestartet war, in der sechsten Runde nach einem hitzebedingten Defekt des Zündverteilers ausfiel. Beim anschließenden Großen Preis von Belgien trat Haas nicht an. Das ursprünglich für Juni 1985 vorgesehene Rennen war aus technischen Gründen auf den September verschoben worden. Weil für den ursprünglichen Termin keine Meldung des Teams vorlag, wurde Haas für den Nachholtermin im September 1985 nicht zugelassen. Stattdessen führte Haas private Tests in Brands Hatch durch. Beim folgenden Großen Preis von Europa in Brands Hatch qualifizierte sich Jones für Startplatz 22. Im Rennen fiel er nach 12 Runden mit Kühlungsproblemen aus.
Beim vorletzten Saisonrennen in Südafrika, für das er sich auf Platz 18 qualifiziert hatte, startete Jones nicht. Die offizielle Begründung für sein Ausbleiben war eine Erkrankung als Folge einer Virusinfektion. Diese Darstellung findet sich auch 40 Jahre nach dem Rennen noch in verschiedenen Veröffentlichungen. Jones berichtete später, in Wirklichkeit habe ihn Bernie Ecclestone mit einer Geldzahlung zum Rückzug aus Südafrika veranlasst: Der Haas-Sponsor Beatrice habe in den USA unter dem Druck der Bürgerrechtsbewegung von Jesse Jackson gestanden, die einen Boykott von Beatrice-Produkten für den Fall in Aussicht stellte, dass Haas in dem von Apartheid geprägten Südafrika an den Start gehen würde. Um einerseits den Boykott und andererseits einen offensichtlichen Erfolg der Jackson-Bewegung zu vermeiden, sei Ecclestone auf die Idee eines krankheitsbedingten Ausfalls gekommen. Ecclestone habe Jones dafür eine Entschädigung in Höhe des Preisgelds für den ersten Platz gezahlt. Lediglich Carl Haas sei von dieser Lösung informiert worden.
Beim Saisonfinale in Australien fuhr Jones, von Platz 19 gestartet, im Rennen bis auf den siebten Platz vor. Eine Zielankunft schaffte er allerdings nicht, weil der Motor in der 15. Runde ausfiel.

### 1986
In der Saison 1986 setzte Haas zwei Autos ein. Jones blieb im Team und war bevorzugter Fahrer; an seiner Seite fuhr Patrick Tambay den zweiten Lola. Weil sich die Fertigstellung des Cosworth GBA weiter verzögerte, musste das Team bei den ersten Saisonrennen noch einmal den alten THL1 einsetzen. Jones bekam den neuen THL2-Cosworth beim dritten Saisonrennen in Imola, Tambays THL2 debütierte beim folgenden Rennen in Monaco.
Beim ersten Saisonrennen in Brasilien qualifizierte Tambay seinen THL1 für den 13. Startplatz, während Jones Startplatz 19 erreichte. Jones fiel nach fünf Runden wegen eines Defekts der Einspritzanlage aus, Tambays Auto erlitt in der 25. Runde einen Batterieschaden. In Spanien gingen beide THL1 von Platz 17 (Jones) bzw. 18 ins Rennen. Während Jones nach einem Unfall mit dem Zakspeed-Piloten Jonathan Palmer bereits in der ersten Runde ausschied, kam Tambay mit sechs Runden Rückstand als Achter und Letzter ins Ziel. Dies war die einzige Zielankunft eines THL1. In San Marino fuhr nur noch Tambay den alten THL1. Er erreichte hier mit Startplatz 11 das beste Qualifikationsergebnis des THL1; Jones hingegen ging im neuen THL2 nur von Rang 21 ins Rennen. Tambay fiel nach fünf Runden wegen eines Motorschadens aus. Das war das letzte Rennen für einen Turbomotor von Hart.

## Ergebnisse in der Formel 1
| Fahrer    | Nr.  | 1   | 2   | 3   | 4 | 5 | 6 | 7 | 8 | 9 | 10 | 11 | 12  | 13 | 14  | 15  | 16  | Punkte | Rang |
| --------- | ---- | --- | --- | --- | - | - | - | - | - | - | -- | -- | --- | -- | --- | --- | --- | ------ | ---- |
| 1985      | 1985 |     |     |     |   |   |   |   |   |   |    |    |     |    |     |     |     | 0      | –    |
| A. Jones  | 33   |     |     |     |   |   |   |   |   |   |    |    | DNF |    | DNF | DNF | DNF | 0      | –    |
| 1986      |      |     |     |     |   |   |   |   |   |   |    |    |     |    |     |     |     |        |      |
| A. Jones  | 15   | DNF | DNF |     |   |   |   |   |   |   |    |    |     |    |     |     |     |        |      |
| P. Tambay | 16   | DNF | 8   | DNF |   |   |   |   |   |   |    |    |     |    |     |     |     |        |      |